# 鏡作坐天照御魂神社
鏡作坐天照御魂神社（かがみつくりにますあまてるみたまじんじゃ）は、奈良県磯城郡田原本町にある神社。式内大社で、旧社格は県社。4から5世紀にかけて鏡類を製作鋳造していた鏡作部がこの地一体に居住し、御鏡（天照国照彦火明命）並びに遠祖（石凝姥命）を氏神として開いた神社であるとされる。

## 祭神
祭神は次の3柱。
- 天照国照彦火明命（あまてるくにてるひこほあかりのみこと）
- 石凝姥命（いしこりどめのみこと）
- 天糠戸命（あめのぬかどのみこと）

神名帳における祭神の記載は1座であり、社名は「鏡作に鎮座する天照御魂神の社」という意味であることから、本来は「天照御魂神」を祀った太陽信仰の神社とされる。神名帳では、天照御魂神社と称する神社は当社以外にも日本各地に点在するが、これらは天照大神（皇祖神）とは別の神格の太陽神と考えられている。

## 歴史
記紀によると、崇神天皇6年、皇居内で祀られている天照大神を畏れ多いとして笠縫邑の地に遷座したとし、社伝によると、「崇神天皇6年9月3日、この地において日御像の鏡を（天照大神の代わりとして宮中で祀る為に）鋳造し、天照大神の御魂となす。今の内侍所の神鏡是なり。本社は其の（時に試作された）像鏡を天照国照彦火明命として祀れるもので、この地を号して鏡作と言ふ」とある。この際に作られた試作の神鏡を御神体として祭祀し、天照大神が天岩戸に隠れた時に八咫鏡を作った遠祖である石凝姥命とその父天糠戸命をも併せて祀ったのが当社の起源とされる。『和名抄』には大和国城下郡の条に「鏡作郷」と記載があり、この地には仿製鏡の製作に従事した鏡作部（かがみつくりべ）が居住していたとされることから、当社の創建には鏡作部との関係が強いものと考えられる。更に近辺には鏡作伊多神社、鏡作麻気神社といった神社があり、当社との関連が指摘されている。

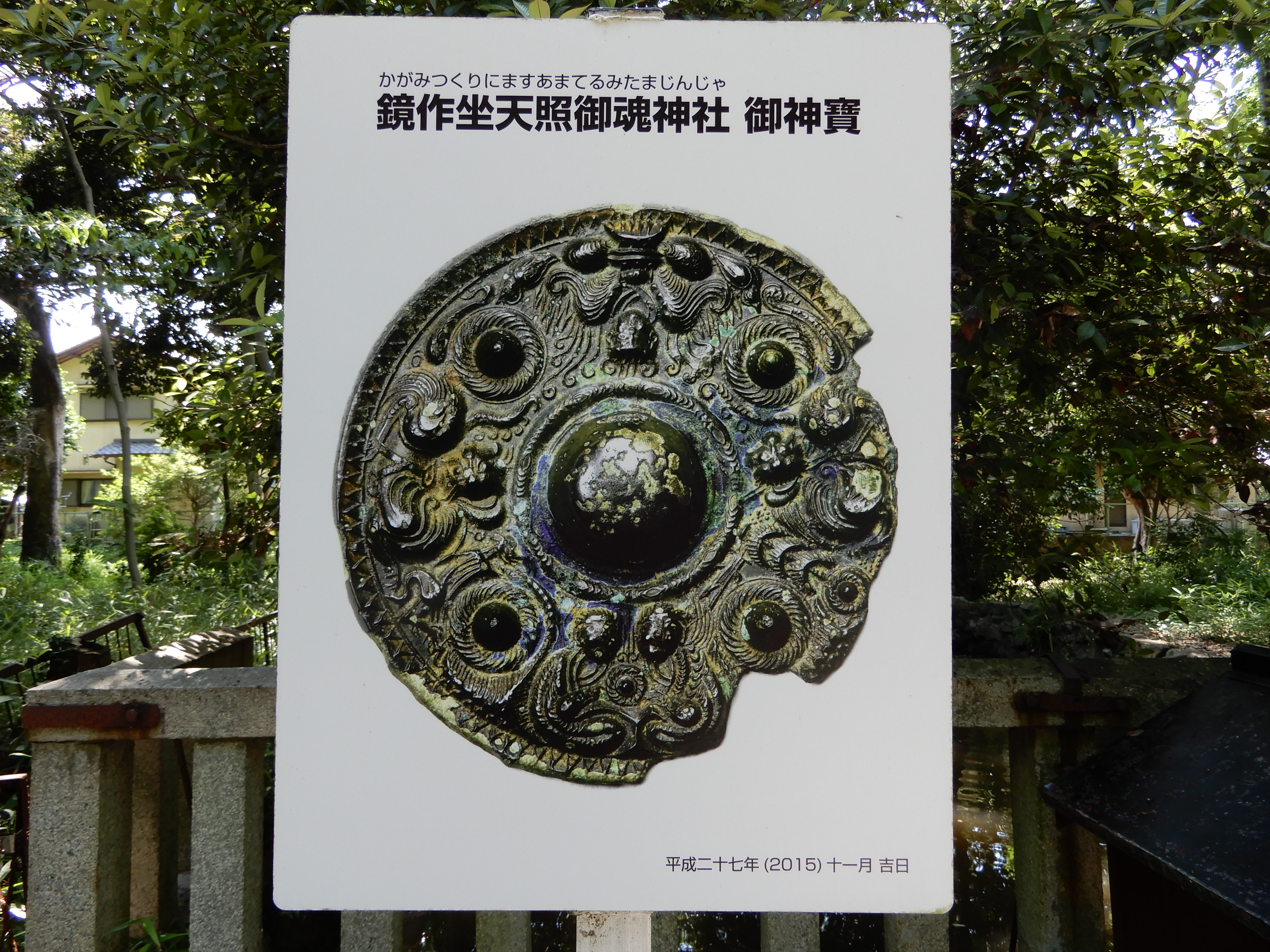

大同元年（806年）には神封十八戸が寄進されている（『新抄格勅符抄』）。『延喜式神名帳』では大社に列しており、月次・新嘗の奉幣に預ると記されている。
天安3年（859年）1月27日、従五位下から従五位上の神階を賜る （『日本三代実録』）- 表記は「鏡作天照御魂神」
中世以降は鏡作三所大明神と呼ばれていたが、江戸時代に田原本藩（当時は交代寄合平野家の知行地）が設置されるまでは荒廃していたという。江戸時代以降は鏡業界からの厚い信仰がある。
明治に入り神仏分離令が出されると、当社の神宮寺であった真言宗飯趣山神宮寺聞楽院は廃寺となった。しかし、その鐘楼のみは残されて現在に至る。
1873年（明治6年）4月に郷社に列し、1936年（昭和11年）には県社に列した。
神宝・三神二獣鏡がある。

## 境内
- 本殿3棟
  - 第一殿
  - 第二殿
  - 第三殿
- 拝殿
- 鏡作坐若宮神社
- 天照大神社
- 手力雄神社
- 住吉神社
- 春日神社

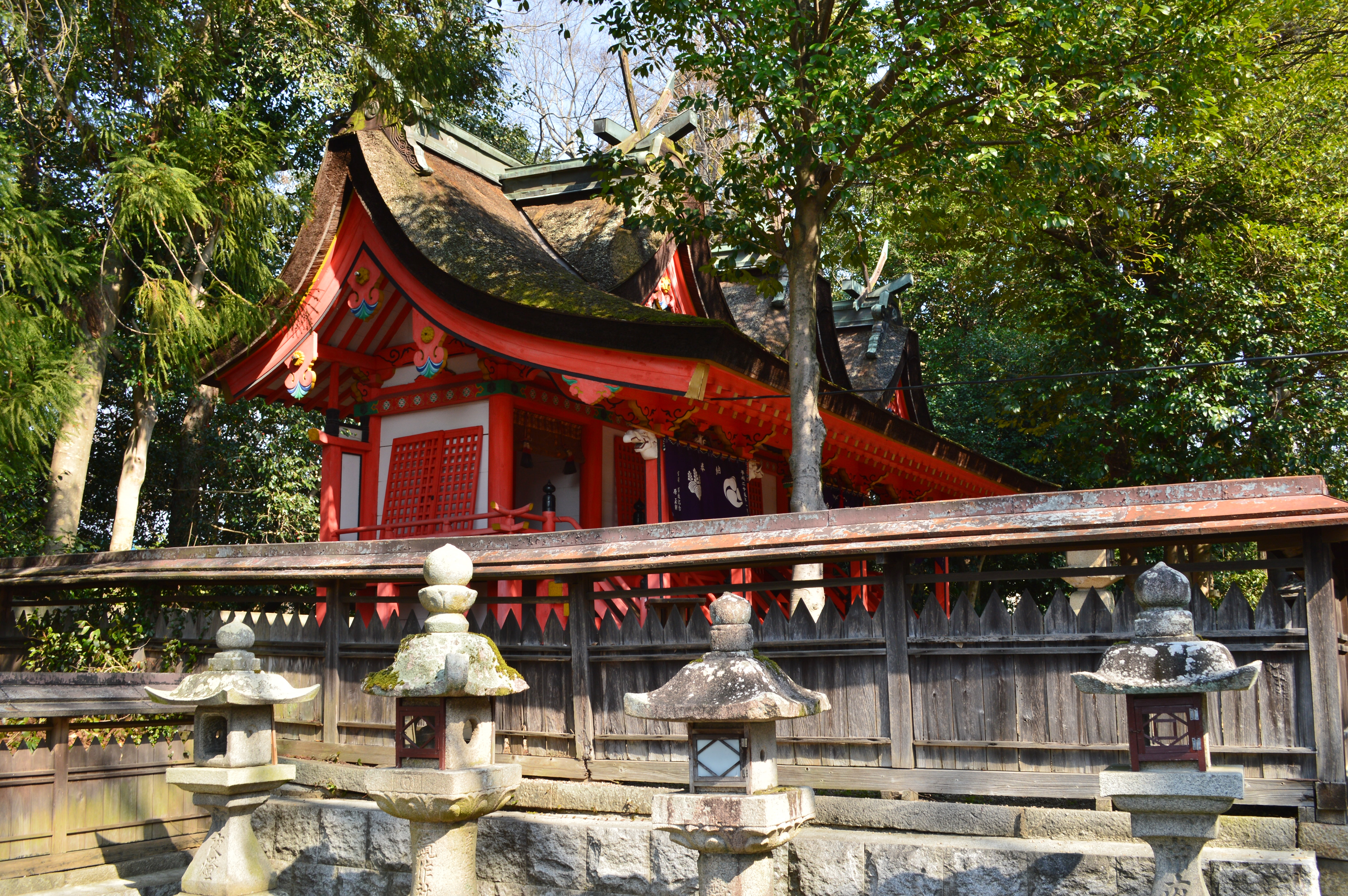
本殿

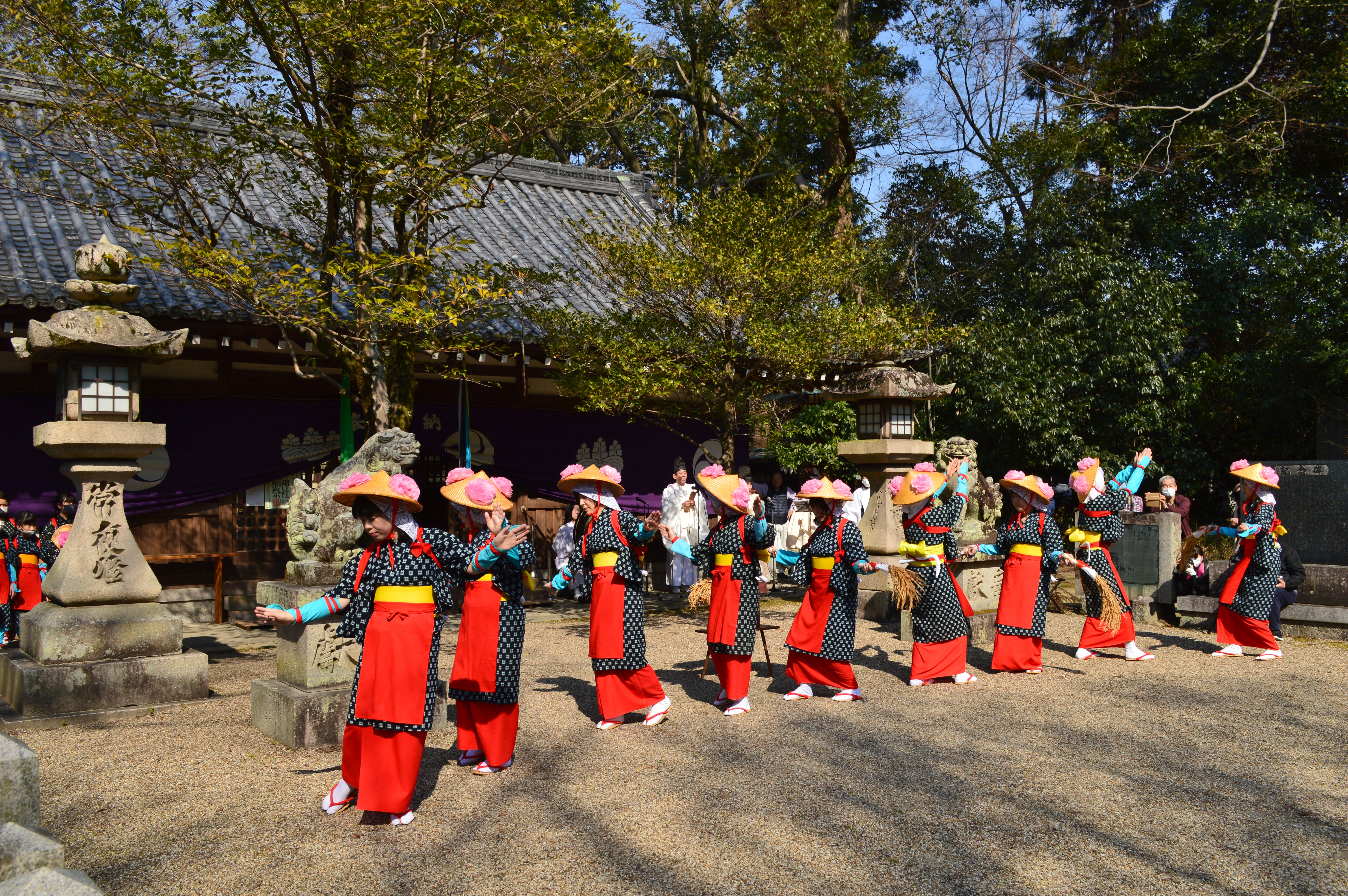
御田植祭

- 合祀社 - 粟嶋神社、八意重金神社、保食神社、厳嶋神社、事代主神社、猿田彦神社、大国主神社
- 金刀比羅神社 - 石碑。
- 狭依姫神社
- 鍵取神社
- 笛吹神社
- 愛宕社
- 鏡池
- 鏡石 - 鏡池より出土したもの。鏡の製作時に鏡面を研磨する際に使用されたものという。
- 鐘楼 - 神宮寺聞楽院の鐘楼。梵鐘は寛政7年（1795年）に造られたもの。太平洋戦争の時に金属類回収令によって供出させられたが、鋳つぶされる前に戦争が終わり無事に当社に返還された。
- 社務所

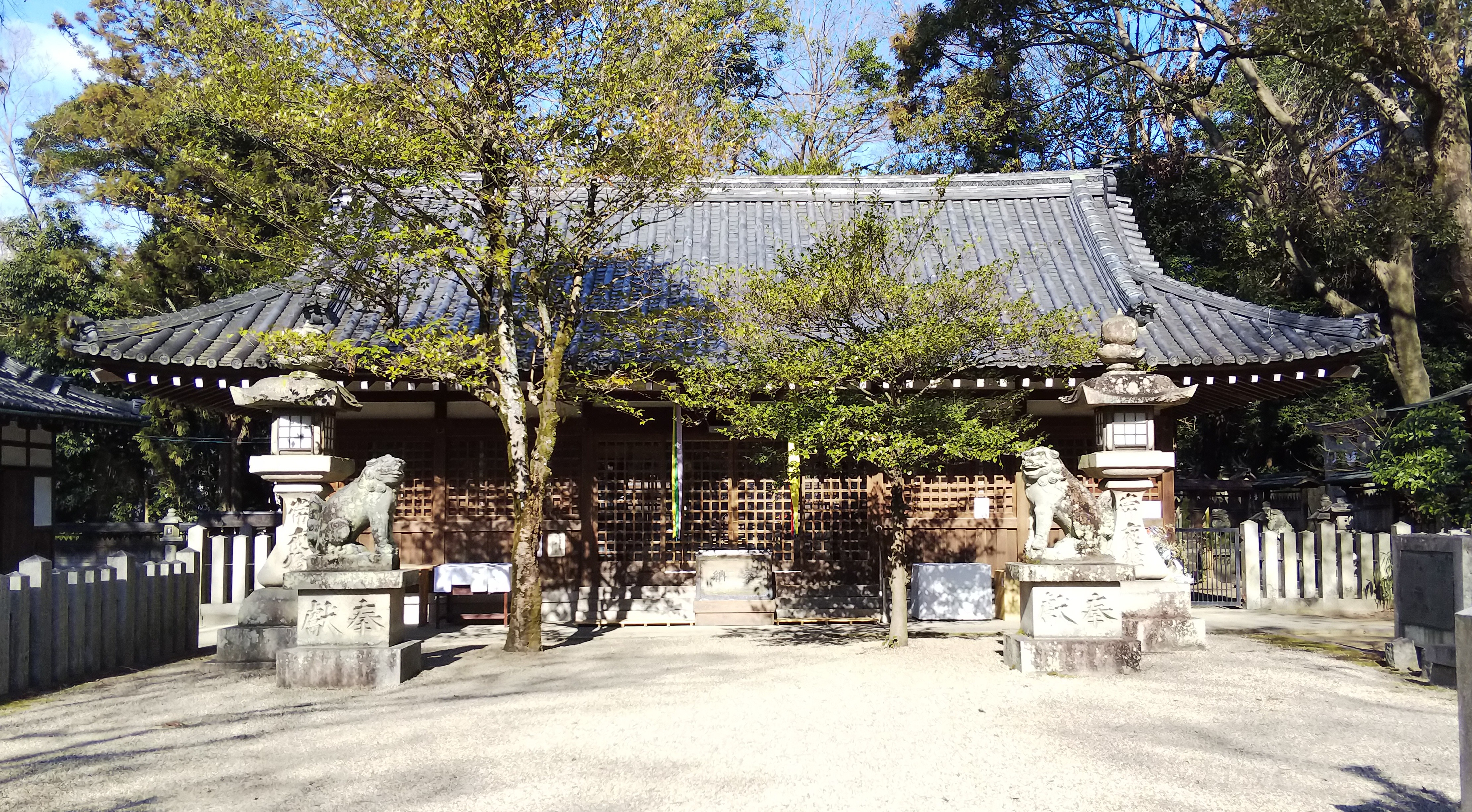
拝殿
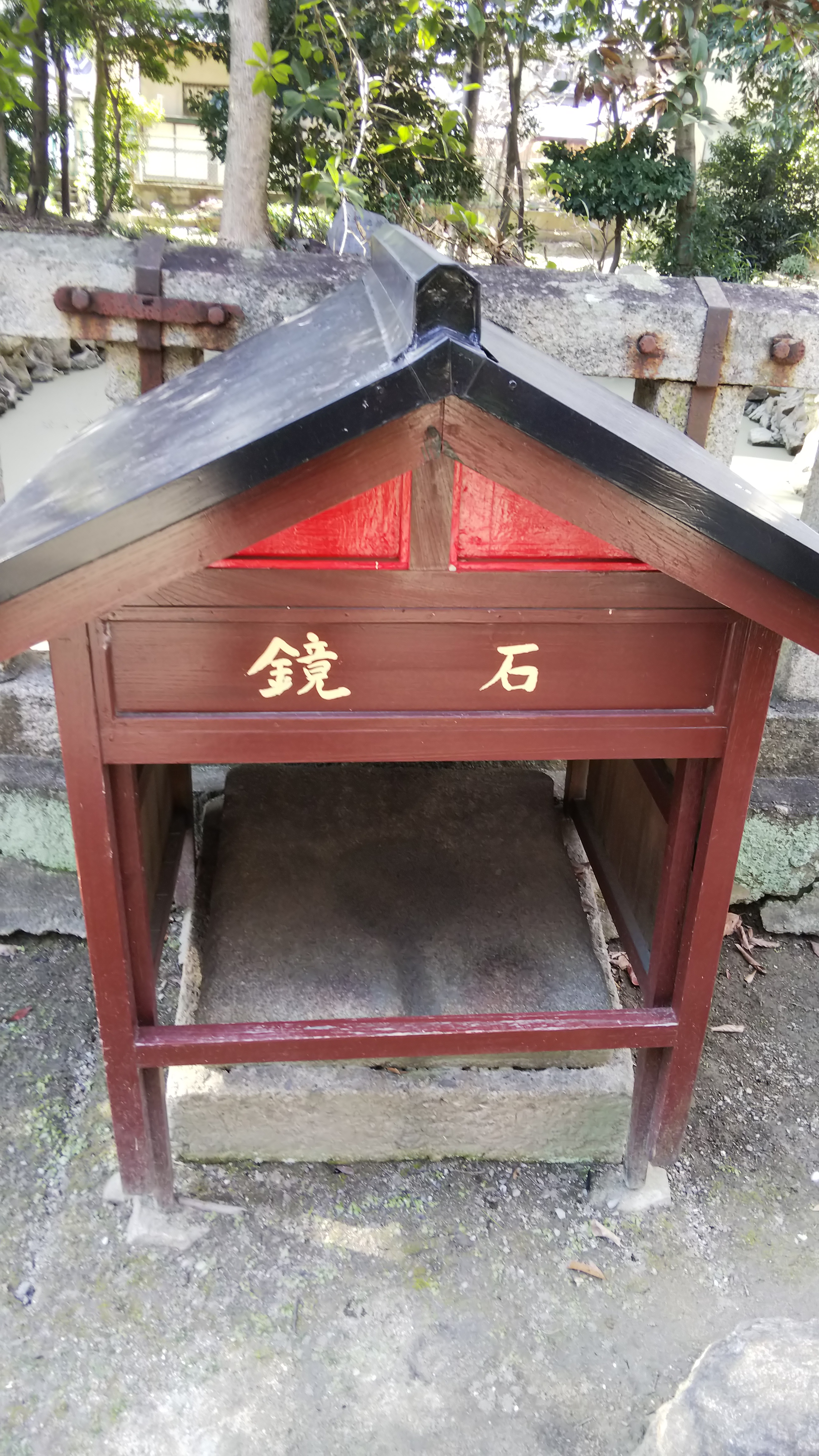
鏡石
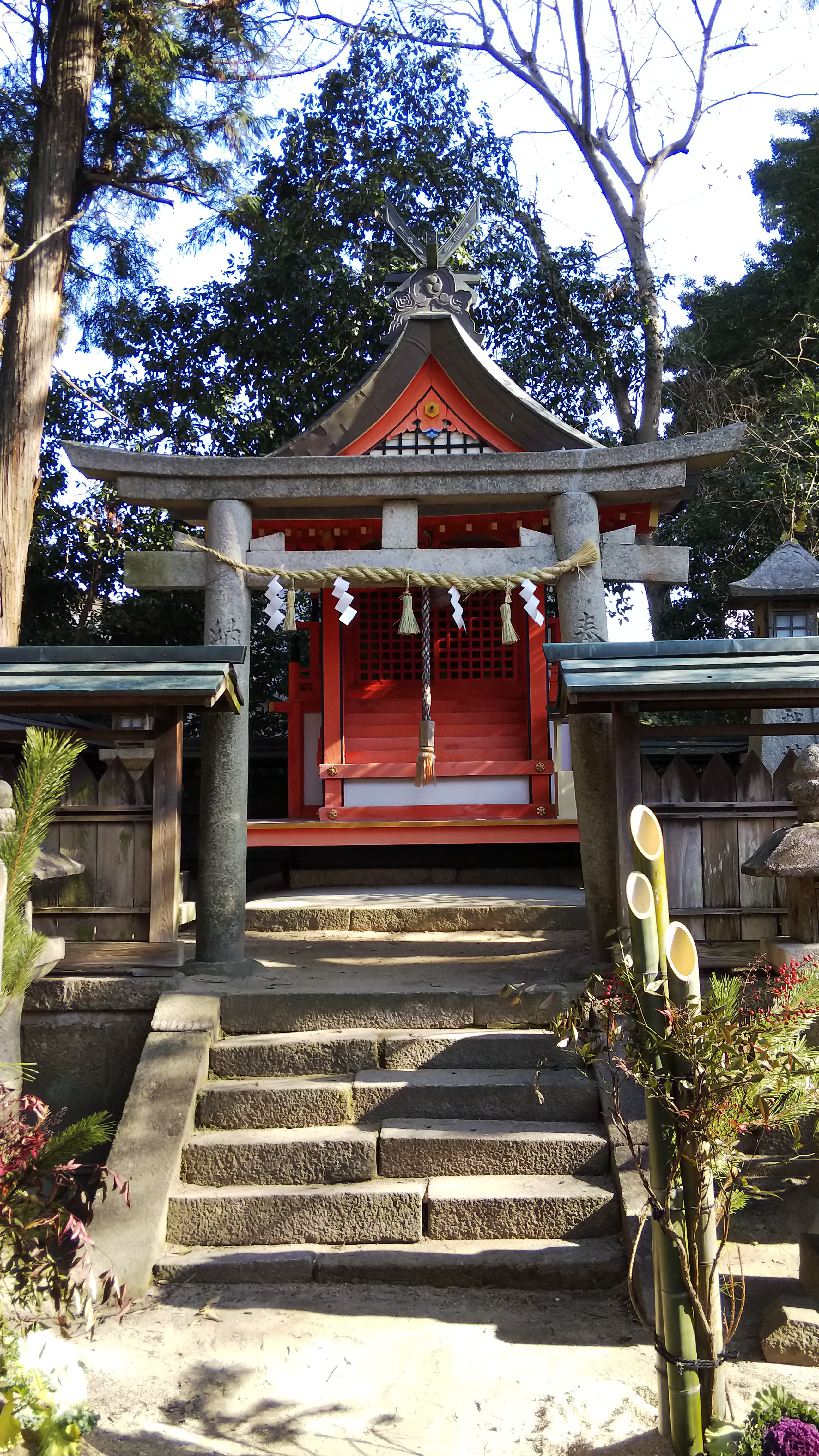
鏡作若宮神社

## 交通アクセス
- 近鉄橿原線田原本駅から北東へ徒歩15分。